# Burnakowo (Jaroslawl)
Burnakowo (russisch Бурнако́во) ist ein Dorf (derewnja) in der Oblast Jaroslawl in Russland.

## Geographie
Der Ort liegt gut 50 km Luftlinie nordwestlich des Oblastverwaltungszentrums Jaroslawl am kleinen Fluss Schidogost, der etwa 3 km südlich von links in die Wolga mündet, dort im oberen Teil des Staubereichs des Gorkier Stausees. Es gehört zur Landgemeinde Nasarowo (Nasarowskoje selskoje posselenije) des Rybinski rajon; die Stadt Rybinsk befindet sich etwa 30 km westlich (wolgaaufwärts) von Burnakowo, der Gemeindesitz Nasarowo etwas näher, am östlichen Stadtrand. Bei der Volkszählung 2010 hatte das heute nur aus wenigen Häusern bestehende Dorf keine ständigen Einwohner.
Etwa 1,5 km südlich des Dorfes führt die Regionalstraße 78K-0015 vorbei, die unweit des 20 km südöstlich gelegenen Tutajew beginnt und dem linken Wolgaufer aufwärt weiter über Schaschkowo bis Rybinsk folgt.

## Geschichte
Das im Besitz des Adelsgeschlechts Uschakow befindliche Dorf gehörte ab 1779 zum Ujesd Romanow der Statthalterschaft Jaroslawl, ab 1796 Gouvernement Jaroslawl, nach der Vereinigung der Stadt Romanow mit dem am anderen Wolgaufer gelegenen Borissoglebsk zu Romanow-Borissoglebsk (heute Tutajew) 1822 zum gleichnamigen ebenso zusammengeschlossenen Ujesd. 1929 kam es zum neu gebildeten Rybinski rajon.

## Persönlichkeiten
Fjodor Uschakow (1745–1817), Admiral der Kaiserlich Russischen Marine, wurde in Burnakowo auf dem Familienbesitz geboren und verbrachte dort die ersten 16 Lebensjahre.